# Rudolf Schoeller
Rudolf Schoeller (27 de abril de 1902 – 7 de março de 1978) foi um automobilista suíço que participou do Grande Prêmio da Alemanha de 1952 de Fórmula 1.